# 음악 교육

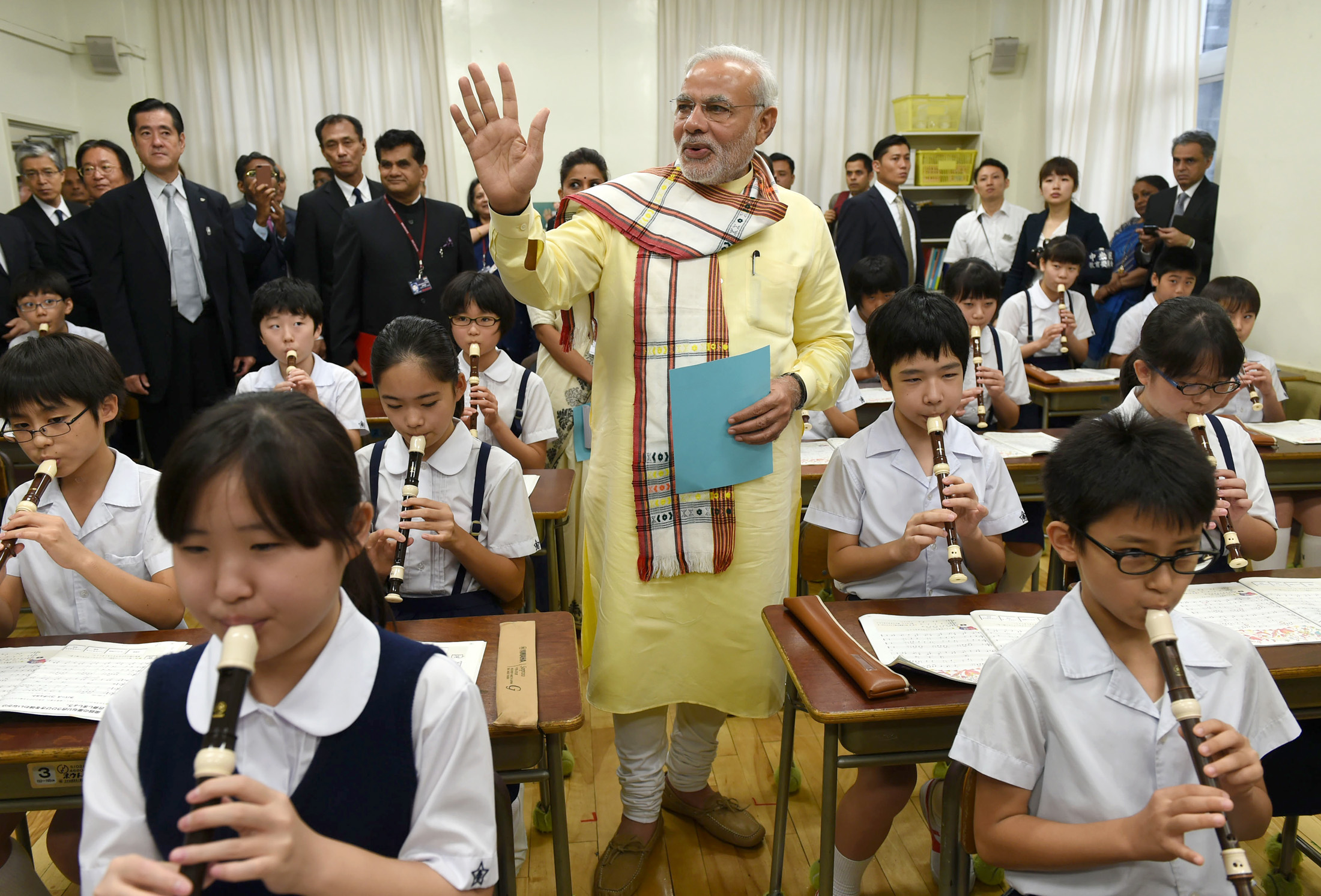
일본 도쿄의 타이메이 초등학교의 음악 수업.

음악 교육(音樂敎育)은 음악의 교육과 학습과 관련한 연구의 한 분야이다. 대부분의 국가에서 중고등학교 교육을 통한 음악 훈련은 일상화되어 있는데 음악과 함께하는 일은 인간의 문화와 행동에 중요한 요소로 간주되기 때문이다. 언어처럼 음악은 인간을 하나의 종으로 구별하는 기량으로 간주된다.
20세기 동안 음악 교육을 위해 수많은 접근법들이 개발되거나 개선되고 있으며, 이 중 일부는 큰 영향을 미쳤다. 유리드믹스 교수법은 20세기 초 스위스의 음악가와 교육가 에밀 자크-달크로즈가 개발하였다. 코다이 교수법은 음악의 교육과 반응의 이점을 강조한다. 음악 교육에 대한 오르프-슐베르크 접근법은 학생들이 서양 음악 발달과 병행하여 음악 능력을 발달시키는데 기여한다. 스즈키 메서드는 모국어 학습을 위해 음악을 학습하는 환경을 만든다.
MMCP 프로젝트는 태도 형성에 목표를 두는데, 학생들이 음악을 자신들이 학습해야 하는 정적인 콘텐츠가 아니라, 개인적으로 와닿고 움직이며 발전해나가는 콘텐츠로 인식할 수 있게 도와 준다. 미국의 바이올린 연주자 마크 오코너는 바이올린 교수법을 개발하였고, 학생들이 능력있는 바이올린 연주자가 되는데 필요한 음악 기법을 발달시킬 수 있게 안내하도록 구성되었다.
중학교에서 음악은 일반적으로 교육과정에 필수 사항이다.

## 같이 보기
- 음악 교육의 기본 개념 (en)
- 실용음악
- 음악가